# Белотин
Бе́лотин (укр. Білотин) — село в Шепетовском районе Хмельницкой области Украины.
Население по переписи 2001 года составляло 230 человек. Почтовый индекс — 30322. Телефонный код — 3852. Занимает площадь 1,399 км². Код КОАТУУ — 6822181001.

## Местная власть
30300, Хмельницкая обл., Шепетовский р-н, г. Изяслав, ул. Независимости, 43